# 新竹市二二八紀念碑
新竹市二二八紀念碑，是位于臺灣新竹市東區護城河親水公園的二二八和平紀念碑，2001年立於事發地成功橋（旭橋）旁。

## 造型
新竹市二二八紀念碑為世騏圖營造公司建造，高度14.4公尺，主體材質為鋼構揉合結晶化玻璃，以三根管柱代表各族群共融並立，指向事發地旭橋以引領受難者魂魄，柱頂彎曲表示向他們致意。
因事發時正逢木棉花開花月份，一旁種有十六棵木棉以象徵十六位受難者。

## 歷史

### 由來
1947年二二八事件在台北市爆發後，新竹城隍廟成了新竹市的消息傳播處，於是民眾於3月2日從城隍廟到旭橋附近的新竹市長公館進行抗爭。民眾和學生以清除貪官污吏為名，攻擊市長郭紹宗的市長公館。國軍派出一位江姓中尉帶領運兵車至中央路的新竹警察局長宿舍下車，開槍鎮壓。在辛志平校長宿舍的新竹中學學生曾重郎聽到槍聲，從門縫見到軍隊以機槍掃射民眾。像是徐錦章在旭橋被軍方機關槍射中左腿，跌入水溝，終身殘障。少年洪旭然在槍擊不久經過旭橋，就見到有橋上橋下有六具屍體、樹下有兩人，其中一名是十四歲的鄰居盧寶鳳、一名是與他年紀相近的孩童。依許明薰調查，光是旭橋與一旁的莿桐樹下就有八人遭殺，如小學生蔡添福頭部中彈、綽號阿卑的男子頭部中彈、市民黃錦隆頭部中彈、粗工鄭金財頭部中彈、自行車修理工陳福來腹部中彈、啞巴少女盧寶鳳腹部中彈、台灣大學畢業生鄭榮熙後腦中彈、麵攤傅阿賜兒子傅清木腳部中彈流血過多而死在橋下。城隍廟附近開印章店的洪旭然父親在事後去屍堆找兒子，看到兒子無事，隨即打了他耳光。
事後，旭橋改名叫「成功橋」。依當時目睹的記者陳清朝回憶，該莿桐樹於1992年春移植到三民公園。1994年7月7日，市府民政局戶籍課統計當時有十一死、四人失蹤、一人不詳。

### 建碑
1998年2月27日，市長蔡仁堅在目擊者白孟德帶領下，來到旭橋事發地，宣布將成立建碑委員會。據蔡仁堅回憶，光是選址就至少十次。最後提供市府屬意的護城河親水公園、議會支持的公二公園及新竹漁港供市民選擇。
1999年2月27日到28日，藉由在護城河親水公園的一百七十四份問卷，以一百五十六人贊同建碑、一百二十八人選旭橋為建碑處。對於在事發地建碑，副議長曾義豐認為空間不夠大，而是認為有一排樹可作背景的土城橋附近較好。當時，市府提供三種紀念碑模型供市民選擇，以陳俊宏設計獲民眾贊同，為雙掌合十祈求造型。可是，當年落成的桃園市二二八紀念碑也是此造型。之後，陳俊宏模型經多次修改。
2000年1月7日，開會決定將拓寬旭橋加設行人步道和設立紀念碑。原先碑址週邊有榕樹、樟樹及印度橡膠樹，改移植到湳雅公園，原處改種木棉花。
2001年2月28日，和平紀念日上午，在二二八家屬代表黃錦豐見證下，舉行動工儀式。2001年11月29日，在近百人的二二八家屬見證下，蔡仁堅感性主持落成典禮。